# 상의원 (영화)
상의원은 2014년에 개봉한 이원석 감독의 영화이다.

## 줄거리
영화는 조돌석이 조선 왕조의 의상을 혼자서 혁신한 유일한 어침장으로 소개되는 현대의 기자회견으로 시작한다. 그의 작품 중 하나가 공개되기 전에, 장면은 조선 왕국으로 바뀌어 다른 이야기가 전개된다. 조돌석은 세 명의 왕의 의복을 재단하며 3대를 이어 봉직한 끝에 왕실 의복을 담당하는 상의원의 수장이 된다. 평민으로 태어난 조는 30년간 왕실에 봉사한 후 자신의 사회적 지위를 높이기를 기대한다. 전통적인 규칙과 패턴을 신중하게 사용하는 조돌석은 궁녀가 실수로 불태운 왕의 도포를 교체해 달라는 왕비의 요청을 거절한다. 그는 그렇게 하는 것이 궁중 관습에 어긋날 뿐만 아니라, 도포가 필요한 짧은 시간 안에 단순히 불가능하다고 주장한다. 실수를 숨기기 위해 애타는 왕비는 다른 곳에서 디자이너를 찾는다. 그녀는 수려한 외모와 파격적인 한복 제작 솜씨로 수도의 많은 여인들을 매혹시킨 젊은 디자이너 이공진을 소개받는다. 그는 종 모양의 한복 디자인을 발명하고 새로운 색상을 도입했다. 공진은 왕비에게 첫눈에 반하고, 그의 탁월한 재단사로서의 재능을 사용하여 드레스를 구한다. 그는 이후 상의원의 재단사가 되어 성공적인 경력을 시작한다. 그는 왕이 한 번도 찾아오지 않아 자식이 없는 왕비가 폐위될 위험에 처하자 반복적으로 자신의 솜씨를 사용하여 왕비를 돕는다.
곧 돌석은 젊은 디자이너의 재능을 질투하게 된다. 그의 창의성은 전통적인 형태를 사용하는 돌석으로는 도저히 따라갈 수 없었다. 그는 자신의 위치가 위태로워질 것을 두려워한다. 그는 왕에게 이용당하여 공진이 왕을 암살하려 했다고 모함하게 한다. 왕은 이후 젊은 재단사를 선동한 죄를 왕비에게 덮어씌우려 하지만, 공진은 자신이 독자적인 동기로 행동했다고 주장하며 왕비를 구한다. 젊은 디자이너가 처형을 기다리는 동안에도 어침장은 그의 이름을 역사에서 지우겠다고 맹세한다. 공진이 죽은 후에야 왕비뿐만 아니라 결국 돌석도 조용히 그의 죽음을 애도한다.
영화의 마지막에 조선의 여인들이 공진의 종 모양의 유쾌한 색상의 한복을 입고 있는 모습이 보인다. 마지막 장면에서는 공진이 디자인한 왕비의 왕실 예복이 현대의 기자회견에서 공개되지만, 첫 장면에서 암시되었듯이 조돌석의 작품으로 잘못 알려진다.

## 캐스팅
- 한석규 - 조돌석 역 (아역 : 조현도)
- 고수 - 이공진 역
- 박신혜 - 왕비 역
- 유연석 - 왕 역
- 마동석 - 판수 역
- 신소율 - 월향 역
- 이유비 - 소의 (병조판서의 딸) 역
- 조달환 - 대길 역
- 배성우 - 제조 역
- 허성태 - 종사관 역
- 김재화 - 지밀상궁 역
- 정상철 - 영의정 역
- 박경근 - 병판 역
- 박소담 - 유월 역
- 우도임 - 홍옥 역
- 이도연 - 홍상궁 역
- 양은용 - 정경부인 역
- 권방현 - 보모상궁 역
- 강지원 - 김씨 부인 역
- 김혜화 - 이씨 부인 역
- 최희진 - 박씨 부인 역
- 한지은 - 취향루 기녀 1 역
- 한세인 - 취향루 기녀 4 역
- 이다해 - 취향루 기녀 8 역
- 전소니 - 상의원 여 1 역
- 황인무 - 수문장 역
- 김남우 - 무관 1 역
- 박건형 - 취향루 양반 역 (특별출연)
- 박병은 - 선왕 역 (특별출연)
- 박영규 - 쌍둥이 양반 역 (특별출연)